# 孙鼒
孙鼒，通州（今北京通州）人，明朝政治人物、監生出身。
1514年，接替周祥任福建永安县知县一职，1518年由罗珊接任。